# Yuan av Norra Wei
Yuan av Norra Wei född 528, död efter 528, var 10:e kejsare av Norra Wei år 528. 
Hon var dotter till den artonårige kejsar Xiaoming av Norra Wei och konkubinen Pan Wailian. Hennes far mördades av hennes farmor Hu av Norra Wei, som sedan placerade henne på tronen med sig själv som regent. Bara några dagar därefter avsattes hon dock igen av sin farmor, som ersatte henne med Yuan Zhao.